# John Trapp (basket-ball)
Pour les articles homonymes, voir Trapp.
John Trapp, né le 2 octobre 1945 à Détroit, dans le Michigan, est un ancien joueur américain de basket-ball. Il évolue durant sa carrière au poste d'ailier fort. Il est le frère du basketteur George Trapp.

## Palmarès
- Champion NBA 1972